# Aleksandar Ćirić
Aleksandar Ćirić (Belgrado, 30 de dezembro de 1977) é um jogador de polo aquático sérvio, medalhista olímpico.

## Carreira
Aleksandar Ćirić fez parte dos elencos olímpicos de prata em Atenas 1996, e bronze em Sydney 2000 e Pequim 2008.